# Scheloribates ponticus
Scheloribates ponticus är en kvalsterart som beskrevs av Subbotina 1989. Scheloribates ponticus ingår i släktet Scheloribates och familjen Scheloribatidae. Inga underarter finns listade i Catalogue of Life.